# Lamponius
Lamponius is een geslacht van Phasmatodea uit de familie Pseudophasmatidae. De wetenschappelijke naam van dit geslacht is voor het eerst geldig gepubliceerd in 1875 door Carl Stål.

## Soorten
Het geslacht Lamponius omvat de volgende soorten:
- Lamponius bocki Redtenbacher, 1908
- Lamponius guerini (Saussure, 1868)
- Lamponius lethargicus Lelong & Langlois, 1998
- Lamponius nebulosus Tilgner, Camilo & Moxey, 2000
- Lamponius portoricensis Rehn, 1903
- Lamponius restrictus (Redtenbacher, 1908)